# Spoilerveszély (Így jártam anyátokkal)
A Spoilerveszély az Így jártam anyátokkal című televízió-sorozat harmadik évadának nyolcadik epizódja. Eredetileg 2007. november 12-én vetítették, míg Magyarországon egy évvel később, 2008. december 12-én.
Ebben az epizódban Ted új barátnőjének idegesítő szokása kiveri a biztosítékot mindenkinél, így egymás idegesítő szokásait kezdik felsorolni. Marshall eközben nem tudja megnézni, hogy sikeresen leszakvizsgázott-e, mert elfelejtette a jelszót.

## Cselekmény
Ted úgy érzi, megtalálta a tökéletes nőt, amivel a többiek látványosan nem értenek egyet. Először nem akarják elmondani, mi a bajuk Cathy-vel, míg Marshall ki nem böki: túl sokat beszél. Most, hogy már Ted is tudja ezt, lehull az illúzió (jellegzetes üvegcsörömpölés keretében), és őt is elkezdi idegesíteni. Ennek hatására mind az öten felsorolják, mi az, ami idegesíti őket a többiekben. Ted szerint Lily borzasztó hangosan rág, Robin szerint Marshall egyfolytában énekelget (akár értelmetlenségeket is), Lily szerint Ted kényszeresen kijavítgat mindenkit, Ted szerint Robin túl gyakran használja a "konkrétan" szót, és mindenki szerint Barney gyakran magas hangon beszél, agyonkoptatott frázisokat használ, és oda sem figyel arra, amit a többiek mondanak. Az illúziók itt is üvegcsörömpölés hangjával omlanak le.
Az epizód közben folyamatos probléma, hogy Marshall szeretné megtudni a szakvizsga-eredményét, de nem tudja megnézni a neten, mert elfelejtette a jelszót. Felbosszantja, hogy Bradnek és a barátnőjének is megvan már az eredmény, és amikor Barney segíteni akar, kiderül, hogy az egész csak egy átverés, hogy megmutasson neki egy hülye videót. Ezzel éri el a vita a csúcspontját. Mikor a csapat gúnyosan elkezdi énekelgetni Marshall egyik dalocskáját, aminek semmi értelme, de az agyukra ment vele, kiderül, hogy az volt a jelszavának a memoritere. Belép a rendszerbe, és örömmel közli mindenkivel, hogy ügyvéd lett. A csapat a MacLaren's-ben ünnepeli ezt meg, mindenki a saját idegesítő szokását gyakorolva.
Az epizód végén ugrunk pár évet az időben: Ted találkozik Cathyvel, aki azóta menyasszony lett – egy süket férfi a vőlegénye. Amikor Ted megemlíti neki jelnyelven, hogy kicsit sokat beszél Cathy, a férfi fejében is üvegcsörömpölés-hang játszódik le.

## Kontinuitás
- Marshall kényszeres énekelgetése először "A szabadság édes íze" című epizódban jelent meg.
- Robin először a "Ted Mosby, az építész" című részben kezdte el használni a "konkrétan" szót.
- Tedről az "Így találkoztam a többiekkel" című részből derült ki, hogy ért a jelbeszédhez.
- Marshall a "Beboszetesza" című részben készült a másnapi vizsgájára, amikor Barney és Robin este sokáig nézték a meccset a tévében és ezzel zavarták őt.
- Ted a "Pofogadás" című részben képzelte azt, ami bevágás formájában itt szerepelt, hogy Robin azt mondta neki: "azelőtt pasi voltam".

## Jövőbeli utalások
- Marshall a "Nincs holnap" című részben ugyanazt a dalt énekelgeti, amit itt, amikor viszi a szennyest.
- Ted kényszeres kijavítgatását felhozzák még a "Közbelépés", "A Shelter-sziget", és az "Előnyök" című részben.

## Érdekességek
- A való életben Marshallnak nem lett volna szüksége jelszóra. New York állam nyilvánosságra hozza azok neveit, akik átmentek a vizsgán.
- A Cathyt játszó Lindsay Price és a Tedet játszó Josh Radnor a forgatás idején éppen együtt jártak, így nemcsak a vásznon, hanem a való életben is együtt voltak.
- Amikor egymás idegesítő szokásain vitáznak (legjobban akkor észrevehetően, amikor Robin azt mondja, konkrétan értve konkrétan), lárható, hogy a lakásban a fal kékre van festve, miközben más epizódokban piros színű.

## Vendégszereplők
- Lindsay Price – Cathy
- Ron Butler – vizsgabiztos
- Steve Little – vizsgázó

## Zene
- Spoon – The Underdog

## Fordítás
- Ez a szócikk részben vagy egészben  a   Spoiler Alert (How I Met Your Mother) című angol Wikipédia-szócikk ezen változatának fordításán alapul.  Az eredeti cikk szerkesztőit annak laptörténete sorolja fel. Ez a jelzés csupán a megfogalmazás eredetét és a szerzői jogokat jelzi, nem szolgál a cikkben szereplő információk forrásmegjelöléseként.

## További információ
- "Spoilerveszély" az Így Jártam Anyátokkal Wiki-n